# Emily VanCamp
Emily Irene VanCamp (Port Perry, Ontario, 12 mei 1986) is een Canadese actrice, onder meer bekend uit de serie Everwood en de film The Ring 2. Ze speelde ook in Brothers & Sisters. VanCamp kreeg in 2011 een hoofdrol in de Amerikaanse televisieserie Revenge. Ook speelt ze de rol van Sharon Carter in de films Captain America: The Winter Soldier, Captain America: Civil War en de televisieseries voor Disney+ The Falcon and the Winter Soldier en What If...? in het Marvel Cinematic Universe.
VanCamp begon op haar derde levensjaar met dansen. Toen ze 12 was, werd ze toegelaten op L'École Superieure de Danse de Québec, het officiële trainingsprogramma van Les Grands Ballet Canadiens. Door haar zus kwam ze in aanraking met acteren. Haar zus mocht in een film spelen en daar ontdekte VanCamp haar passie voor acteren.
Op dertienjarige leeftijd maakte VanCamp haar acteerdebuut, als Jacqueline Kennedy Onassis in de miniserie Jackie O: A Life Story. Ook speelde ze toen Peggy Gregory in de serie Are You Afraid Of The Dark?.
Naarmate ze ouder werd, was VanCamp in steeds meer series te zien, zoals Glory Days, Lost and Delirious, All Souls, The Resident en Everwood. Ook speelde VanCamp in verscheidene films zoals The Ring 2, A Different Loyalty en The House on Turk Street, waarin ze de tegenspeelster was van Samuel L. Jackson.
VanCamp is een ijshockeyfan en dan met name van de Montreal Canadiens.

## Filmografie en televisie
- What If...? (2021-2024, stem in 2 afleveringen)
- The Falcon and the Winter Soldier (2021, 4 afleveringen)
- The resident (2018-2021)
- Captain America: Civil War (2016)
- The girl in the book (2015)
- Captain America: The Winter Soldier (2014)
- Revenge (2011 - 2015)
- Beyond the Blackboard (2011)
- Ben Hur (2010)
- Carriers (2009)
- Brothers & Sisters (2007-2010, 75 afleveringen)
- Black Irish (2007)
- The Ring Two (2005)
- Rings (tussen The Ring en The Ring 2) (2005)
- A Different Loyalty (2004)
- The House on Turk Street (2002)
- Redeemer (2002)
- Glory Days (2002, negen afleveringen)
- Everwood (2002-06, 89 afleveringen)
- Dice (2001, miniserie)
- Lost and Delirious (2001)
- Jackie Bouvier Kennedy Onassis (2001, televisiefilm)